# Basketball Africa League
La Basketball Africa League (BAL) es la principal liga de baloncesto masculino de África, que comenzó a disputarse el 16 de mayo de 2021 aunque, originalmente, iba a jugarse el 13 de marzo de 2020. La liga consiste en una competición de 12 equipos, que cada uno de ellos se clasificó a través de su competición nacional, de forma similar a los formatos de la Basketball Champions League o la Africa Basketball League. Esta liga es un esfuerzo conjunto entre la National Basketball Association (NBA) y la FIBA, y que cuenta con el patrocinio de Nike, Jordan Brand y Pepsi.
En su temporada inaugural las rondas clasificatorias comenzaron en octubre de 2019, y la liga regular en mayo de 2021. Esta competición reemplaza a la Africa Basketball League de la FIBA, como la mejor liga del continente africano.
El presidente de la BAL, Amadou Gallo Fall, anunció en el All-Star Game de la NBA 2020 en Chicago, que la temporada comenzaría el 13 de marzo. En el evento, Nike y Jordan desvelaron las camisetas oficiales de los doce equipos (seis de ellos serán equipados por Nike y los otros seis por Jordan). El BAL también lanzó el sitio web oficial de la liga y las cuentas en las redes sociales.
Finalmente tuvo que retrasarse su temporada inaugural, por la pandemia de COVID-19, y el 29 de marzo se anunció que comenzaría el 16 de mayo, y terminando el 30 de mayo de 2021, disputando todos los encuentros en un centro deportivo burbuja en la ciudad de Kigali (Ruanda).
El primer campeón fue el equipo egipcio Zamalek SC tras derrotar en la final al US Monastir por 76-63.

## Historia
El 16 de febrero de 2019 la NBA y la FIBA anunciaron los planes de establecer una liga de baloncesto continental en África. Durante la rueda del prensa del All-Star Game de la NBA 2019, celebrado en Charlotte, el comisionado de la NBA Adam Silver, explicó los planes de creación de la liga. Afirmó que la liga contaría con 12 equipos después de los torneos de clasificación a finales de 2019. Los países que tendrían la posibilidad de tener un equipo en esta liga serían: Angola, Egipto, Kenia, Marruecos, Nigeria, Ruanda, Senegal, Sudáfrica y Túnez. Silver también insinuó la participación del expresidente Barack Obama en un papel no especificado.
En mayo de 2019, Amadou Gallo Fall fue asignado por la NBA como el primer presidente de la BAL.
En septiembre de 2019, BAL anunció los pabellones y las ciudades para la temporada inaugural, incluyendo la final a cuatro (Final Four) que se jugaría en el Kigali Arena de Kigali, Ruanda.
El 15 de octubre de 2019, comenzaron los torneos clasificatorios, con 32 equipos africanos participantes. El 3 de marzo de 2020, la BAL anunció que se tendría que posponer la temporada hasta nuevo aviso, debido a la pandemia de COVID-19. Finalmente se decidió realizar la competición en un recinto burbuja, sin público, como ya hiciese en los Playoffs NBA 2020 en Orlando, en septiembre de 2020. El Kigali Arena con capacidad para 10.000 espectadores, será el recinto donde se disputará la temporada 2021.

### Logo
En diciembre de 2019, el logo de la liga fue presentando durante un partido de clasificación en el Kigali Arena de Kigali. Al acto acudieron el presidente de la BAL, el presidente de Ruanda, Paul Kagame, el primer ministro ruandés y otros directivos de la FIBA, así como el dos veces All-Star y actual presidente de la federación sudanesa Luol Deng, y el jugador nigeriano Olumide Oyedeji.
Los colores del logotipo transmiten múltiples significados. El rojo y el azul real lo relacionan con la NBA, al tiempo que simbolizan el amor, la energía, la confianza y la fuerza.  El amarillo y el verde hablan del optimismo, la alegría y la sabiduría de África, al tiempo que celebran la salud, la armonía y el medio ambiente.
La forma del logotipo y el uso de la silueta de un jugador conectan con la estructura visual de la familia de logotipos de la NBA. El uso de un jugador que realiza un tiro en suspensión, también hace referencia a una de las jugadas más características del baloncesto.
A pesar de que se ha especulado que esta silueta podría corresponder a un determinado jugador, como Hakeem Olajuwon, ni la NBA, ni la BAL se han pronunciado al respecto.
El presidente dijo:

“This unique logo reflects the exciting and dynamic nature of our game, symbolizes the richness, diversity and authenticity of our continent, and represents African basketball on the world stage.”
“Este logo único refleja la naturaleza emocionante y dinámica de nuestro juego, simboliza la riqueza, la diversidad y la autenticidad de nuestro continente, y representa al baloncesto africano en la escena mundial.”
“This new logo will not only become synonymous with our league, but also with the values and aspirations that the BAL brand will promote and inspire.”
“Este nuevo logotipo no solo se convertirá en sinónimo de nuestra liga, sino también de los valores y aspiraciones que la marca BAL promoverá e inspirará.”

## Clasificación
Similar a la UEFA Champions League de fútbol, la competición cuenta con rondas de clasificación para determinar los equipos que juegan en cada temporada. Las federaciones nacionales de los países africanos tendrán cada una la oportunidad de enviar un club representante, normalmente el campeón nacional.

## Formato

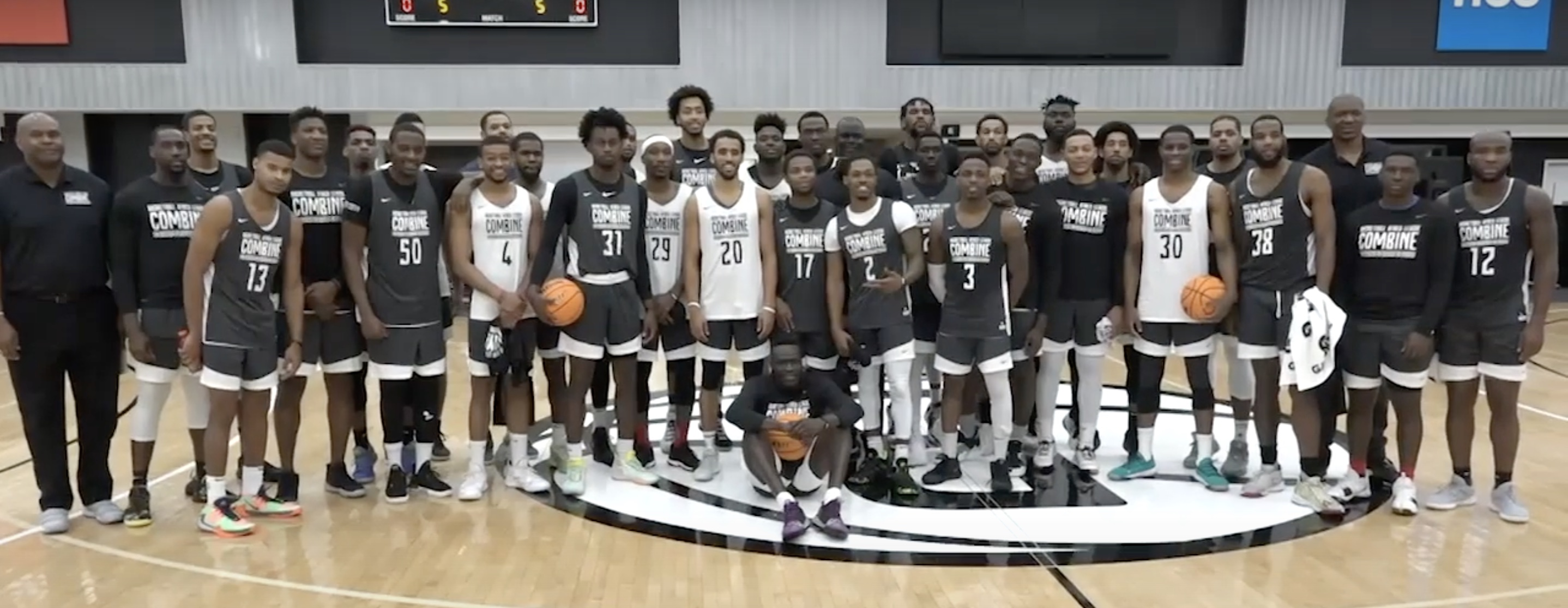
Jugadores del BAL en 2020.

En su temporada inaugural, el BAL constará de doce equipos. En la temporada regular, los doce equipos se dividen en dos conferencias en las que juegan cinco partidos cada una. Los tres mejores equipos de cada conferencia pasan al Super 6. En el Super 6, todos los equipos juegan en una competición de ida y vuelta para determinar los cuatro equipos que se clasifican para la final a cuatro. La final a cuatro es un torneo de eliminación simple que decide el campeón de la BAL.

### Plantillas
Cada club que participe en la temporada regular de la BAL está limitado a tener solo cuatro jugadores extranjeros, lo que significa que tiene que tener al menos 8 jugadores locales en su lista. Además, dos de los cuatro jugadores extranjeros tienen que ser de un país africano.

## Historial
| 2021 | Kigali                                    | Zamalek         | 76–63  | US Monastir     | Petro de Luanda | 97–68  | Patriots              |
| 2022 | Temporada Dakar / El Cairo Finales Kigali | US Monastir     | 83–72  | Petro de Luanda | Zamalek         | 97–74  | FAP                   |
| 2023 | Temporada Dakar / El Cairo Finales Kigali | Al Ahly         | 80–65  | AS Douanes      | Stade Malien    | 73–65  | Petro de Luanda       |
| 2024 | Temporada Dakar / El Cairo Finales Kigali | Petro de Luanda | 107–94 | Al Ahly Ly      | Rivers Hoopers  | 80–57  | Cape Town Tigers      |
| 2025 | Finales Pretoria                          | Al Ahli Tripoli | 88–67  | Petro de Luanda | APR BBC         | 123–90 | Al Ittihad Alexandria |

## Trayectoria
| 1º | Campeón           | Campeón           | Campeón           | Campeón           | Campeón           | Campeón           |
| 2º | Subcampeón        | Subcampeón        | Subcampeón        | Subcampeón        | Subcampeón        | Subcampeón        |
| 3º | Tercer puesto     | Tercer puesto     | Tercer puesto     | Tercer puesto     | Tercer puesto     | Tercer puesto     |
| 4º | Cuarto puesto     | Cuarto puesto     | Cuarto puesto     | Cuarto puesto     | Cuarto puesto     | Cuarto puesto     |
| QF | Cuartos de final  | Cuartos de final  | Cuartos de final  | Cuartos de final  | Cuartos de final  | Cuartos de final  |
| TR | Temporada regular | Temporada regular | Temporada regular | Temporada regular | Temporada regular | Temporada regular |

| Equipo                | 21      | 22 | 23 | 24 | 25 | Total temp. |   |
| --------------------- | ------- | -- | -- | -- | -- | ----------- | - |
| Equipo                | Zamalek | 1º | 3º | -  | -  | -           | 2 |
| GS Pétroliers         | TR      | -  | -  | -  | -  | 1           |   |
| AS Police             | TR      | -  | -  | -  | -  | 1           |   |
| Petro de Luanda       | 3º      | 2º | 4º | 1º | 2º | 5           |   |
| Patriots              | 4º      | -  | -  | -  | -  | 1           |   |
| GNBC                  | TR      | -  | -  | -  | -  | 1           |   |
| Ferroviário de Maputo | QF      | -  | -  | -  | -  | 1           |   |
| Rivers Hoopers        | TR      | -  | -  | 3º | QF | 3           |   |
| US Monastir           | 2º      | 1º | TR | QF | QF | 5           |   |
| AS Salé               | QF      | QF | -  | -  | -  | 2           |   |
| FAP                   | QF      | 4º | -  | -  | -  | 2           |   |
| AS Douanes            | QF      | -  | 2º | QF | -  | 3           |   |
| BC Espoir Fukash      | -       | TR | -  | -  | -  | 1           |   |
| SLAC                  | -       | QF | TR | -  | -  | 2           |   |
| Ferroviário da Beira  | -       | TR | QF | -  | -  | 2           |   |
| REG                   | -       | QF | QF | -  | -  | 2           |   |
| DUC Dakar             | -       | TR | -  | -  | -  | 1           |   |
| Cobra Sport           | -       | TR | -  | -  | -  | 1           |   |
| Cape Town Tigers      | -       | QF | QF | 4º | -  | 3           |   |
| Al Ahly               | -       | -  | 1º | QF | -  | 2           |   |
| Stade Malien          | -       | -  | 3º | -  | TR | 2           |   |
| City Oilers           | -       | -  | TR | TR | -  | 2           |   |
| Kwara Falcons         | -       | -  | TR | -  | -  | 1           |   |
| Al Ahly Ly            | -       | -  | -  | 2º | -  | 1           |   |
| Al Ahli Tripoli       | -       | -  | -  | -  | 1º | 1           |   |
| APR                   | -       | -  | -  | TR | 3º | 2           |   |
| Al Ittihad Alexandria | -       | -  | -  | -  | 4º | 1           |   |
| Dynamo                | -       | -  | -  | TR | -  | 1           |   |
| FUS Rabat             | -       | -  | -  | QF | QF | 2           |   |
| ABC Fighters          | -       | -  | QF | -  | -  | 1           |   |
| Kriol Star            | -       | -  | -  | -  | QF | 1           |   |
| Bangui SC             | -       | -  | -  | TR | -  | 1           |   |
| ASCVD                 | -       | -  | -  | -  | TR | 1           |   |
| MBB                   | -       | -  | -  | -  | TR | 1           |   |
| Nairobi City Thunder  | -       | -  | -  | -  | TR | 1           |   |

## Premios
| Temporada | MVP (Olajuwon)                        | Mejor defensor (Mutombo)       | Deportividad (Bol)                  | Mejor Entrenador                    | Ref.          |
| --------- | ------------------------------------- | ------------------------------ | ----------------------------------- | ----------------------------------- | ------------- |
| 2021      | Walter Hodge (Zamalek)                | Anas Mahmoud (Zamalek)         | Makrem Ben Romdhane (US Monastir)   |                                     | [ 16 ]        |
| 2022      | Michael Dixon (US Monastir)           | Ater Majok (US Monastir)       | Anas Mahmoud (Zamalek)              | José Neto (Petro de Luanda)         | [ 17 ] [ 18 ] |
| 2023      | Nuni Omot (Al Ahly)                   | Aliou Diarra (Stade Malien)    | Will Perry (Ferroviário da Beira)   | Pabi Gueye (AS Douanes)             | [ 19 ] [ 20 ] |
| 2024      | Joseph Lual-Acuil (Al Ahly Ly)        | Joseph Lual-Acuil (Al Ahly Ly) | Will Perry (Rivers Hoopers)         | Ogoh Odaudu (Rivers Hoopers)        | [ 21 ]        |
| 2025      | Jean Jacques Boissy (Al Ahly Tripoli) | Aliou Diarra (APR BBC)         | Souleyman Diabate (Petro de Luanda) | Fouad Abou Chakra (Al Ahly Tripoli) | [ 22 ]        |

## Patrocinadores
La BAL está patrocinada por varias organizaciones multinacionales, entre las que se incluyen:
- New Fortress Energy[23]
- Nike
- Jordan Brand
- Pepsi
- Flutterwave
- French Development Agency (AFD)
- Hennessy
- RwandAir[24]
- Wilson

## Televisión
Todos los encuentros de la liga BAL serán retrasmitidos por ESPN Africa.
- África:
  - ESPN Africa
  - Canal+ Afrique
- Canadá:
  - TSN
- China:
  - Tencent Video
- Oriente Medio:
  - OnTime Sports
- Estados Unidos:
  - ESPN+
  - NBA TV
  - Voice of America
- Internacional:
  - beIN Sports
  - theBAL.com